# Claude Bernard (Dichter)
Claude Bernard (* 6. März 1935 in Saint-Martin-des-Tilleuls, Département Vendée) ist ein französischer Dichter von Texten für die katholische Kirchenmusik.
Bernard besitzt ein Diplom in Theologie, arbeitete als Krankenpfleger in der Nuklearmedizin und lebt heute im Ruhestand. Er gehörte zu den Gründungsmitgliedern der Organisation ACCREL, in der sich kirchliche Autoren und Komponisten zusammengeschlossen haben, und war von 1992 bis 1996 deren Präsident. Gemeinsam mit Marie-Thérèse van Lunen Chenu ist er Co-Präsident der Organisation Femmes et Hommes en Église ‚Frauen und Männer in der Kirche‘, die sich für die Gleichberechtigung der Geschlechter in der Kirche einsetzt. Außerdem engagiert er sich in Jona-Gruppen, die sich bemühen, dem Geist des Zweiten Vatikanischen Konzils gegenüber gegenläufigen kirchenoffiziellen Tendenzen Geltung zu verschaffen.
Bernard arbeitet bevorzugt mit Jean-Marie Vincent und Jo Akepsimas zusammen.

## Vertonte Werke (Auswahl)
- Vertont von Jean-Marie Aubry und Chleide Thierry: Veilleurs en ta maison: hymnes et chants pour l'office divin, la messe, les veillées de prière. Studio SM, Paris 2001, ISBN 2-85691-297-4 (18 Lieder für ein- bis vierstimmigen Chor mit Klavierbegleitung)
- Vertont von Étienne Daniel und Jean-Jo Roux: Messe pour un siècle nouveau. CD Ateliers du Fresne, 1999
- Vertont von Michel Wackenheim: Nous l'avons rencontré, il nous fait vivre. Studio SM, 1992, ISBN 2-85691-156-0
- Vertont von Michel Wackenheim und Jo Akepsimas: Une veillée pour Noël, Studio SM; Paris 1992
- Vertont von Michel Roy und Michèle Finet: Route de lumière. Éditions Rideau rouge, Paris 1985
- Vertont von Jo Akepsimas: Signes par milliers. Studio SM, Paris 1987, ISBN 2-85691-095-5 (12 Chorlieder für 4 gemischte Stimmen)

## Buchveröffentlichungen
- Le Temps de cœur nouveau: chants et prières. Le Centurion, Paris 1983, ISBN 2-227-36038-0
- Chanter notre aventure: chants psalmiques. Desclé, Paris 1978, ISBN 2-7189-0142-X
- Gemeinsam mit Marie-Odile Métral und Bernard Feillet: Franchir le seuil: textes de la Communion de Saint-Bern. Mame, Tours 1974, ISBN 2-250-00617-2

| Personendaten    | Personendaten                                                     |
| ---------------- | ----------------------------------------------------------------- |
| NAME             | Bernard, Claude                                                   |
| KURZBESCHREIBUNG | französischer Dichter von Texten für die katholische Kirchenmusik |
| GEBURTSDATUM     | 6. März 1935                                                      |
| GEBURTSORT       | Saint-Martin-des-Tilleuls, Département Vendée                     |